# 피로 물든 세계지도
"피로 물든 세계지도"(The Red-blooded World Map)는 한국에서 제작된 유하 감독의 2003년 드라마 영화이다. 박미현 등이 주연으로 출연하였다.

## 출연

### 주연
- 박미현
- 황춘하
- 박정환

## 기타
- 프로듀서: 김일권
- 조명: 박민수
- 녹음: 이경준
- 믹싱: 이승철
- 미술: 김연수